# Richard Hallgarten
Richard „Ricki“ Hallgarten (* 14. Januar 1905 in München; † 5. Mai 1932 in Holzhausen bei Utting am Ammersee) war ein deutscher Maler und Grafiker, Kinderbuchautor und -illustrator.

## Leben

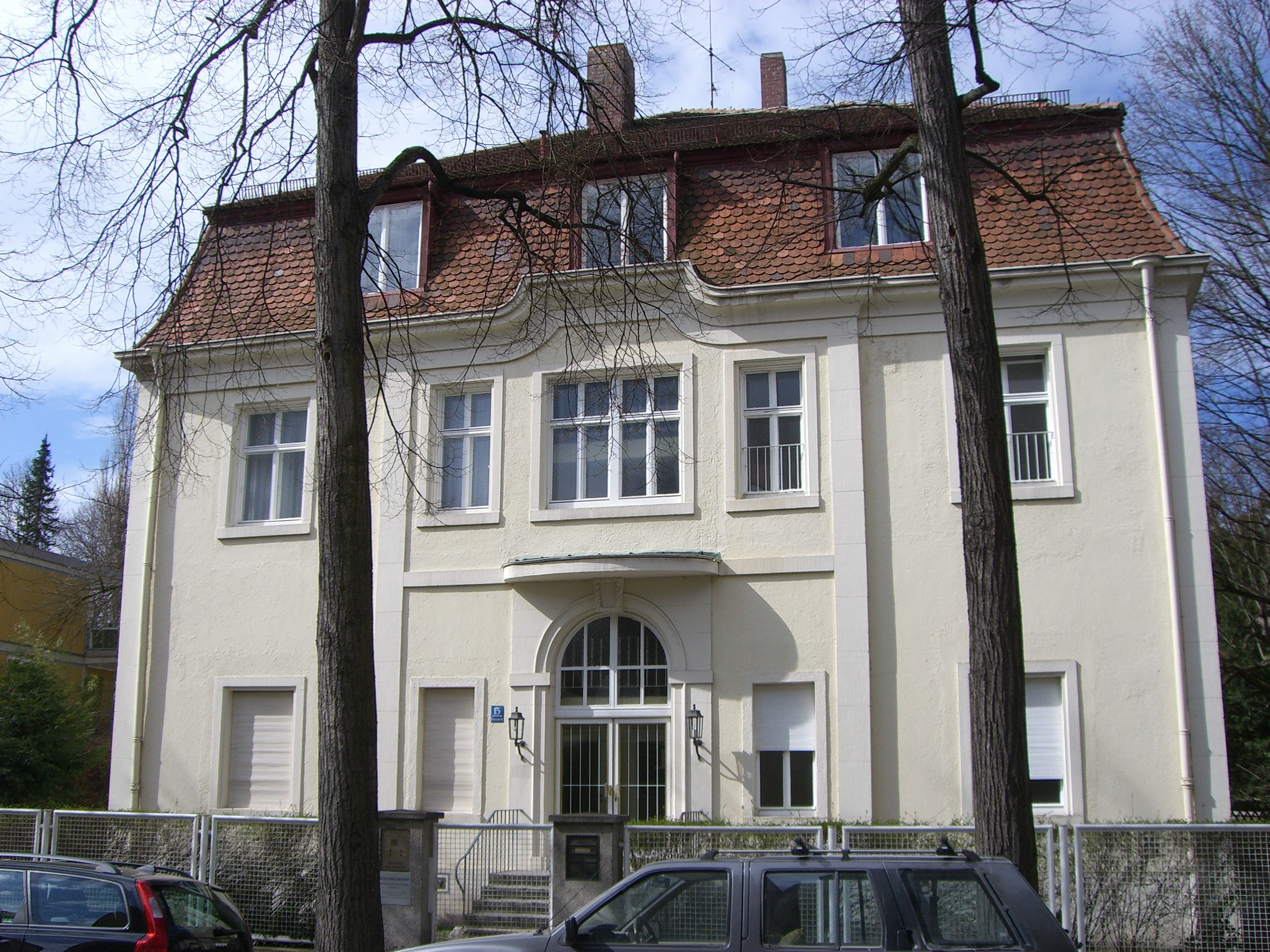
Ort der Kindheit in München

Hallgarten war der Sohn des Juristen und Germanisten Robert Hallgarten und der Pazifistin und Frauenrechtlerin Constanze Hallgarten. Die protestantische Familie mit assimilierten jüdischen Vorfahren wohnte in der Nachbarschaft der Schriftstellerfamilie Mann, in der Pienzenauerstraße 15 (von 1945 bis 2008 Standort der Ukrainischen Freien Universität in München). Ricki Hallgartens ebenfalls bekannter Bruder George W. F. Hallgarten war Historiker und Politikwissenschaftler.
1919 gründete Ricki Hallgarten zusammen mit Klaus und Erika Mann sowie mit Gretel und Lotte Walter, den Töchtern des Dirigenten Bruno Walter, die Spielgruppe Laienbund Deutscher Mimiker, die abwechselnd in den elterlichen Wohnzimmern auftrat. Aus dieser Zeit erwuchs eine lebenslange Freundschaft zu Klaus und Erika Mann, die insbesondere von Klaus Mann literarisch in seinen Autobiografien Kind dieser Zeit und Der Wendepunkt verarbeitet wurde. Die Mitspieler des Laienbundes besuchten zudem gemeinsam das private Ebermayer-Institut von Ernestine und Ottilie Ebermayer in der Schraudolphstraße, den Tanten von Erich Ebermayer.

Hallgartens Umschlag zu Stoffel fliegt übers Meer

Hallgarten wanderte Ende der 1920er Jahre nach New York aus, um sich dort als Künstler zu etablieren, doch er musste sein Geld als Tellerwäscher und Blumenausträger verdienen. Erika und Klaus Mann besuchten ihn dort während ihrer Weltreise 1929. Erika Mann versuchte, Hallgarten durch seine Mitarbeit an ihren Texten und andere gemeinsame Tätigkeiten von seiner Todessehnsucht abzubringen. 1930 scheiterte er jedoch an der Illustration von Thomas Manns Mario und der Zauberer. Im Frühjahr 1931 nahm er mit Erika Mann an einem 10.000-km-Autorennen durch ganz Europa teil, das die beiden für sich entschieden.
In seinen letzten Jahren schrieb er zusammen mit Erika Mann das Weihnachtsmärchen Jans Wunderhündchen. Ein Kinderstück in sieben Bildern (1931), doch erlebte er die Uraufführung am 14. Dezember 1932 im Landestheater Darmstadt nicht mehr. Katja regte Ricky an, selbst ein Kinderbuch zu schreiben und zu illustrieren. Das 11 Mörder-Bilderbuch (wohl für Kadidja Wedekind) kam allerdings über das Originalexemplar nicht hinaus. Anschließend illustrierte er, vermutlich in Holzhausen, das erste Kinderbuch Erikas, Stoffel fliegt übers Meer (1932), das kurz nach seinem Tod erschien.

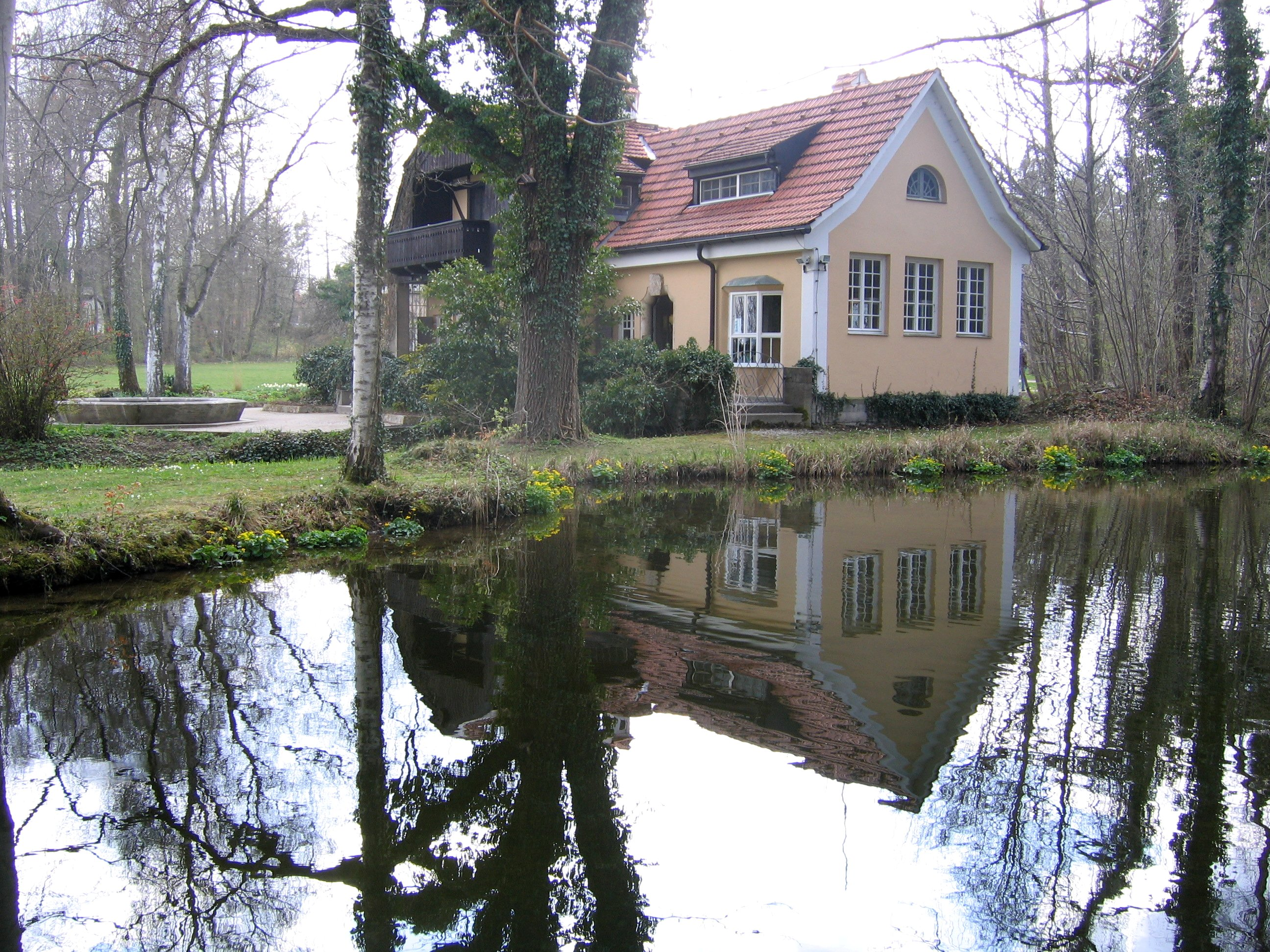
Letzter Aufenthaltsort in Holzhausen

Hallgarten erschoss sich am Mittag des 5. Mai 1932 in einem gemieteten Sommerhaus, das sich im Park der Villa Gasteiger am Ammersee befand. Der Suizid erfolgte einen Tag vor einer geplanten Reise „durch Klein Asien, Persien und durch Russland“, die Hallgarten mit Annemarie Schwarzenbach und Erika und Klaus Mann unternehmen wollte. Er hinterließ einzig die lapidare Nachricht: „Sehr geehrter Herr Wachtmeister! Habe mich soeben erschossen. Bitte Frau Thomas Mann in München benachrichtigen. Ergebenst R. H.“ Nachdem die Nachlassangelegenheiten geordnet waren, brachen die Freunde Klaus Mann mit Erika, Annemarie Schwarzenbach und dem jungen Schauspieler an den Münchner Kammerspielen, Herbert Franz („Babs“), noch im Mai zu einer Fahrt nach Venedig auf.
Klaus Mann setzte seinem Freund ein literarisches Denkmal mit dem im selben Jahr geschriebenen Essay Ricki Hallgarten. Radikalismus des Herzens. Thomas Mann bezeichnete die Tat als „Rikkis (sic) große Ungezogenheit“.

## Werke
- Erika Mann: Stoffel fliegt übers Meer. Mit Bildern von Richard Hallgarten, Nachwort von Dirk Heißerer. Rowohlt, Reinbek 2005, ISBN 3-499-21331-1.
- Erika Mann, Richard Hallgarten: Jan’s Wunderhündchen. Ein Kinderstück in sieben Bildern. Mit einer Erklärung von Erika Mann, Nachwort von Dirk Heißerer. Anja Gärtig, München 2005, ISBN 978-3-936609-20-2.